# UB40
UB40是一支英国雷鬼流行音乐乐队，1978年12月在英国伯明翰成立。乐队有50余首单曲登上过英國單曲排行榜，也都多次在国际上取得成功。乐队曾四度被提名格莱美奖最佳雷鬼音乐专辑，1984年被提名为全英音樂獎英国最佳组合。